# Município de Center (condado de Carroll, Ohio)
Localização do Ohio nos E.U.A.
O município de Center (em inglês: Center Township) é um local localizado no condado de Carroll no estado estadounidense de Ohio. No ano 2010 tinha uma população de 4664 habitantes e uma densidade populacional de 121,47 pessoas por km².

## Geografia
O município de Center encontra-se localizado nas coordenadas 40° 34′ 42″ N, 81° 04′ 25″ O. Segundo a Departamento do Censo dos Estados Unidos, o município tem uma superfície total de 38.4 km², da qual 38,4 km² correspondem a terra firme e (0 %) 0 km² é água.

## Demografia
Segundo o censo de 2010, tinha 4664 pessoas residindo no município de Center. A densidade de população era de 121,47 hab./km².